# 揚塔帕利亞納山
11°45′42″S 76°07′56″W / 11.76167°S 76.13222°W
揚塔帕利亞納山（Yanta Pallana），是秘魯的山峰，位於該國中部胡寧大區，由堯利省的堯利區負責管轄，屬於秘魯中部山脈的一部分，海拔高度4,800米。